# Galwanizacja
Galwanizacja – potoczna nazwa galwanostegii, czyli elektrolitycznych metod wytwarzania powłok na różnych materiałach. 
Najczęściej galwanizacja odnosi się do jednego z podstawowych zagadnień galwanostegii, czyli praktycznego wykonywania trwale przylegających cienkich powłok metalicznych poprzez osadzanie jednego metalu na innym (np. chromowanie, cynkowanie, cynowanie, kadmowanie, miedziowanie, niklowanie, złocenie).
Galwanizacja jest procesem wykorzystującym zjawiska elektrochemiczne towarzyszące przepływowi prądu między elektrodami umieszczonymi w kąpieli galwanicznej. Źródłem energii elektrycznej dostarczanej do układu galwanizacji jest zasilacz galwaniczny. Kluczowym elementem zasilacza galwanicznego jest trójfazowy transformator mocy lub specjalny transformator z uzwojeniem wielofazowym. Galwanizacja to także potoczna nazwa ogółu tego typu usług świadczonych przez zakład galwanotechniczny.